# Степанков Валерій Степанович
Вале́рій Степа́нович Степанко́в (нар. 18 вересня 1947, село Слобідка-Рихтівська, нині Кам'янець-Подільського району Хмельницької області. — 23 січня 2025, м. Кам'янець-Подільський)  — український історик, доктор історичних наук, професор. Входить до складу наукової ради Українського історичного журналу. Заслужений працівник народної освіти України (1993), Відмінник освіти України (1998), нагороджений Почесною Грамотою Верховної Ради України (2003), знаками Міністерства освіти і науки України «За наукові досягнення» (2006) і «Петро Могила» (2007). Нагороджений орденом «За заслуги» ІІІ ступеня (2007) та відзнакою Президента України — «Хрест Івана Мазепи» (2010).

## Біографія
Народився 18 вересня 1947 року у селі Слобідка-Рихтівська, нині Кам'янець-Подільського району Хмельницької області в селянській родині Степана Федоровича і Катерини Всеволодівні Степанків.
У 1954—1965 роках навчався у Слобідко-Рихтівській середній школі. 1965 року вступив на відділ історії історико-філологічного факультету Кам'янець-Подільського педінституту, який закінчив з відзнакою 1969 року.
Після закінчення інституту рік працював вчителем історії у Сергіївській восьмирічній школі Путильського району Чернівецької області (1969—1970). 1970 року на запрошення завкафедри загальної історії професора Леоніда Коваленко і декана історичного факультету доцента Анатолія Копилова перейшов на посаду асистента кафедри загальної історії Кам'янець-Подільського педінституту.
З травня 1971 до травня 1973 року проходив службу у лавах збройних сил СРСР (потрапив до ракетного підрозділу на околиці естонського міста Раквере).
Після повернення з військової служби у 1973 році поновився на посаді асистента кафедри загальної історії. 1977 року обійняв посаду старшого викладача кафедри. 1980 року захистив кандидатську дисертацію «Антифеодальна боротьба селянства і козацьких низів у роки Визвольної війни (1648—1654)». У 1985 році став доцентом кафедри всесвітньої історії.
У 1992 році обирається на посаду професора (1995 року отримує атестат професора). У грудні 1993 року успішно захистив за сукупністю робіт докторську дисертацію на тему «Українська держава у середині XVII століття: проблеми становлення й боротьби за незалежність (1648—1657 роки)».
У 1999—2006 роках обіймав посаду завідувача кафедри всесвітньої історії Кам'янець-Подільського державного університету. З 2015 року знову очолює кафедру всесвітньої історій Кам'янець-Подільського національного університету імені Івана Огієнка.

## Наукова робота
Сфера наукових інтересів охоплює дослідження проблем історії Української революції XVII ст., Української держави XVII—XVIII ст., політичної свідомості суспільства Гетьманщини XVII—XVIII ст., політичної еліти й козацтва XVII—XVIII ст. тощо.
Станом на 2019 рік — 450 опублікованих наукових робіт; у тому числі автор і співавтор 80 монографій, посібників, підручників і брошур; редактор і рецензент близько 200 монографій, збірників, статей, посібників і матеріалів конференцій

## Нагороди
- Лауреат премії НАН України імені М. С. Грушевського (1993)[3].
- Заслужений працівник народної освіти України (1993)[4]
- Відмінник освіти України (1998).
- Державна премія України в галузі науки і техніки (2001)[5].
- Почесна грамота Верховної Ради України (2003).
- Лауреат обласної премії ім. Ю. Сіцінського в галузі історико-краєзнавчої роботи (2003)[6].
- Нагрудний знак «За наукові досягнення» (2006).
- Орден «За заслуги» III ступеня (2007)[7].
- Хрест Івана Мазепи (2010)[8].
- Почесний краєзнавець України (2017)[9].

## Вибрані праці

### Окремі видання
- Богдан Хмельницький: соц.-політ. портрет / В. А. Смолій, В. С. Степанков. — Київ: Либідь, 1993. — 500, [2] c.
- Україна крізь віки. У 15-ти тт. — Т. 7: Смолій В. А., Степанков В. С. Українська національна революція (1648—1676 рр.) / За заг. ред. В. Смолія. НАН України. Інститут історії України. — К.: Альтернативи, 1999. — 352 с. — ISBN 966-7217-18-3.
- Смолій В. А., Степанков В. С. Історія України: Підруч. для 7 кл. загальноосвіт. навч. закл. 2-ге вид. — К.: Генеза, 2011. — 224 с. — ISBN 978-966-504-630-1.
- Смолій В., Степанков В. Петро Дорошенко: Політичний портрет / НАН України. Інститут історії України. — К.: Темпора, 2011. — 632 с. — ISBN 978-617-569-051-2.
- Смолій В. А., Котляр М. Ф., Степанков В. С. Спеціальні служби України від найдавніших часів і до сьогодення: У 5-и т. — Т. 1: Спецслужби України у IX ‒ середині XVII ст. / Ред. кол.: Грицак В. С. (співголова), Смолій В. А. (співголова), Сідак В. С., Бєлов О. Ф., Кудінов С. С., Фармагей О. І., Лисенко О. Є., Рубльв О. С., Степанков В. С., Ярмиш О. Н., Вронська Т. В. НАН України. Інститут історії України; Національна академія Служби безпеки України. — К.: Прометей, 2017. — 246 с. — ISBN 978-617-7502-00-4.
- Смолій В., Степанков В. Феномен Української національної революції XVII ст.: компаративні та евристичні проекції / НАН України. Інститут історії України. — К.: Інститут історії України, 2019. — 374 с. — ISBN 978-966-02-9005-1.

### Статті
- Степанков В. С. (1991). Богдан Хмельницький і проблеми державності України. Український історичний журнал (9): 115—126. ISSN 0130-5247.
- Смолій В. А., Степанков В. С. (1992). Гетьман Петро Дорошенко. Український історичний журнал (7): 84—102. ISSN 0130-5247.
- Степанков В. С. (1997). Українська революція 1648—1676 рр. у контексті європейського революційного руху XVI-XVII ст.: спроба порівняльного аналізу. Український історичний журнал (1): 3—21. ISSN 0130-5247.
- Степанков Валерій (2000). Універсали та накази Богдана Хмельницького як джерело функціонування державних органів влади у середині XVIII ст. (1648 - 1857 pp.). Історіографічні дослідження в Україні (10): 20—32.
- Степанков В. С. (2003). Переяславська присяга 1654 р.: зміст і наслідки. Український історичний журнал (6): 28—39. ISSN 0130-5247.
- Степанков Валерій (2004). Між Москвою і Стамбулом: чи існувала проблема вибору протекції у 1648-1654 рр.?. Україна в Центрально-Східній Європі (з найдавніших часів до кінця XVIII ст.) (4): 223—236.
- Степанков В. (2011). Внутрішня і зовнішня політика Петра Дорошенка весною 1671 року. Україна: культурна спадщина, національна свідомість, державність (20): 631—631. ISSN 2223-1196.
- Степанков В. С. (2015). Шведський вектор у зовнішній політиці Богдана Великого: формування, укладення Кам’янецької угоди та її провал (1649–1655 рр.). Проблеми історії країн Центральної та Східної Європи (4): 76—87. ISSN 2309-2262.
- Степанков В. С. (2016). Світло й тіні українсько-кримських політичних відносин у роки Національної революції XVII ст. (1648-1676). Проблеми історії країн Центральної та Східної Європи (5): 103—112. ISSN 2309-2262.
- Степанков В. (2017). Українська революція XVII ст. та її історичне значення: актуальні проблеми з’ясування її сутності (методичні поради викладачам, учителям і студентам). Проблеми дидактики історії (8): 68—97.
- Степанков В. С. (2019). Цугцванг політики Варшави щодо України (вересень 1670 - серпень 1671 рр.). Проблеми історії країн Центральної та Східної Європи (7): 161—183. ISSN 2309-2262.